# Helmsdorf (Adelsgeschlecht)

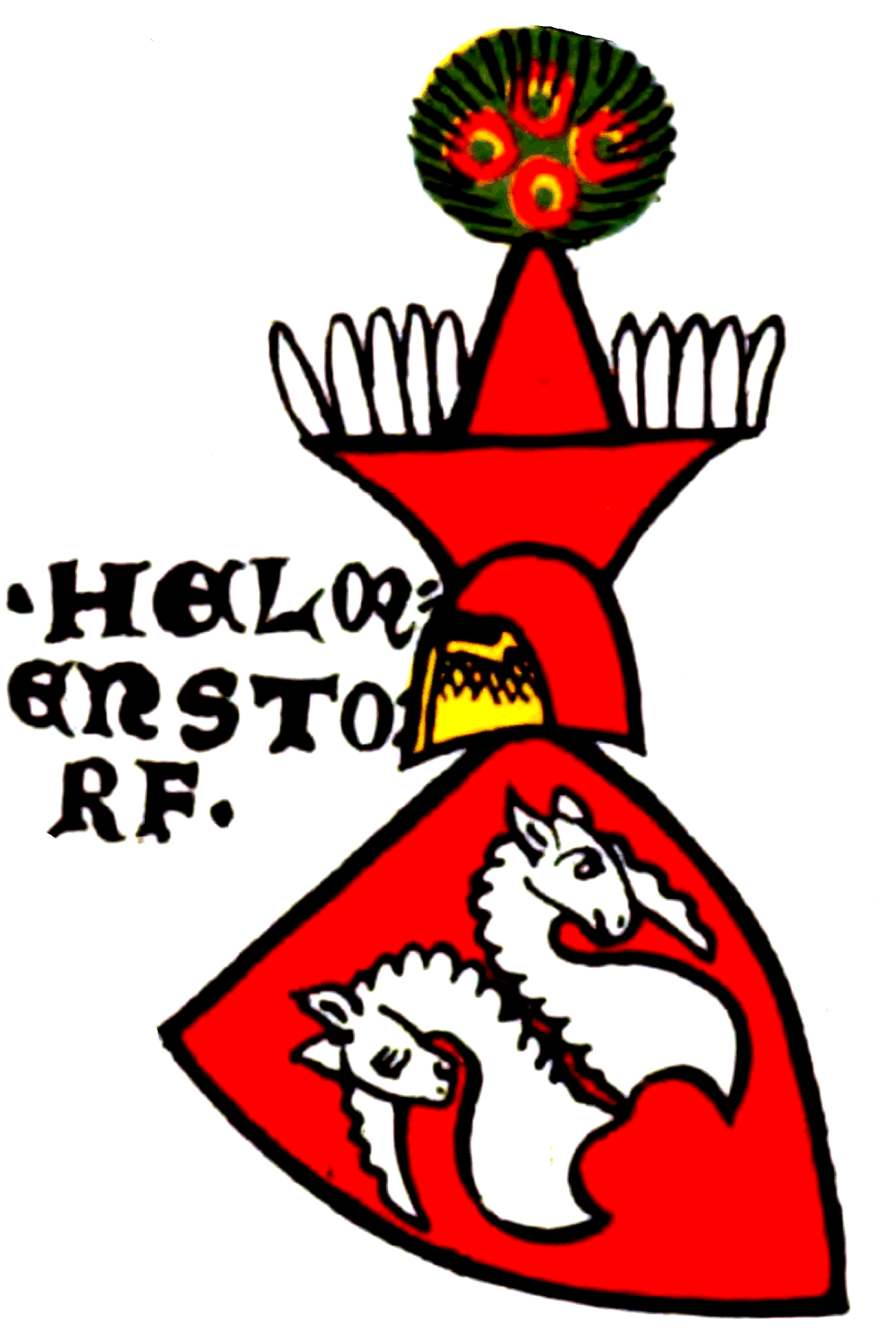
Wappen derer von Helmsdorf (Helmenstorf) in der Zürcher Wappenrolle, ca. 1340

Das Adelsgeschlecht von Helmsdorf war ein Ministerialenfamilie und Besitzer von thurgauischen Gerichtsherrschaften. Die Familie ist zu unterscheiden von dem Tiroler Adelsgeschlecht Helmstorf.

## Geschichte
Die Stammburg der Helmsdorf lag vom 14. bis 17. Jahrhundert bei Immenstaad am Bodensee. Neben der Herrschaft Eppishausen (1372) erwarben die Helmsdorf u. a. die Vogteien Langrickenbach (1351), Happerswil (1387), Amriswil (15. Jahrhundert), die Burg Anwil mit Buhwil (1463) und Griesenberg (1478). Gegen Ende des 15. Jahrhunderts gelang der Familie mit Gerichtsherr Ludwig der Aufstieg in die bischöflich-konstanzer Ämter: Er wurde 1478 Rat und Vogt in Bischofszell, später bischöflicher Hofmeister. Als Abgeordneter der thurgauischen Gerichtsherren unterzeichnete Wolfgang (Wolf) 1509 einen Gerichtsherrenvertrag, während sein Bruder Ludwig Gesandter der Fürstabtei St. Gallen an Tagsatzungen und äbtisch-sankt-gallischer Landshofmeister war.
Bereits im 16. Jahrhundert setzte der Abstieg der von Helmsdorf ein, die 1535 auch die Herrschaft Eppishausen verlor. Die thurgauische Linie erlosch im 17. Jahrhundert.

## Wappen
In Rot zwei abgewendete silberne Einhornköpfe. Helmzier: der weiße Einhornkopf.

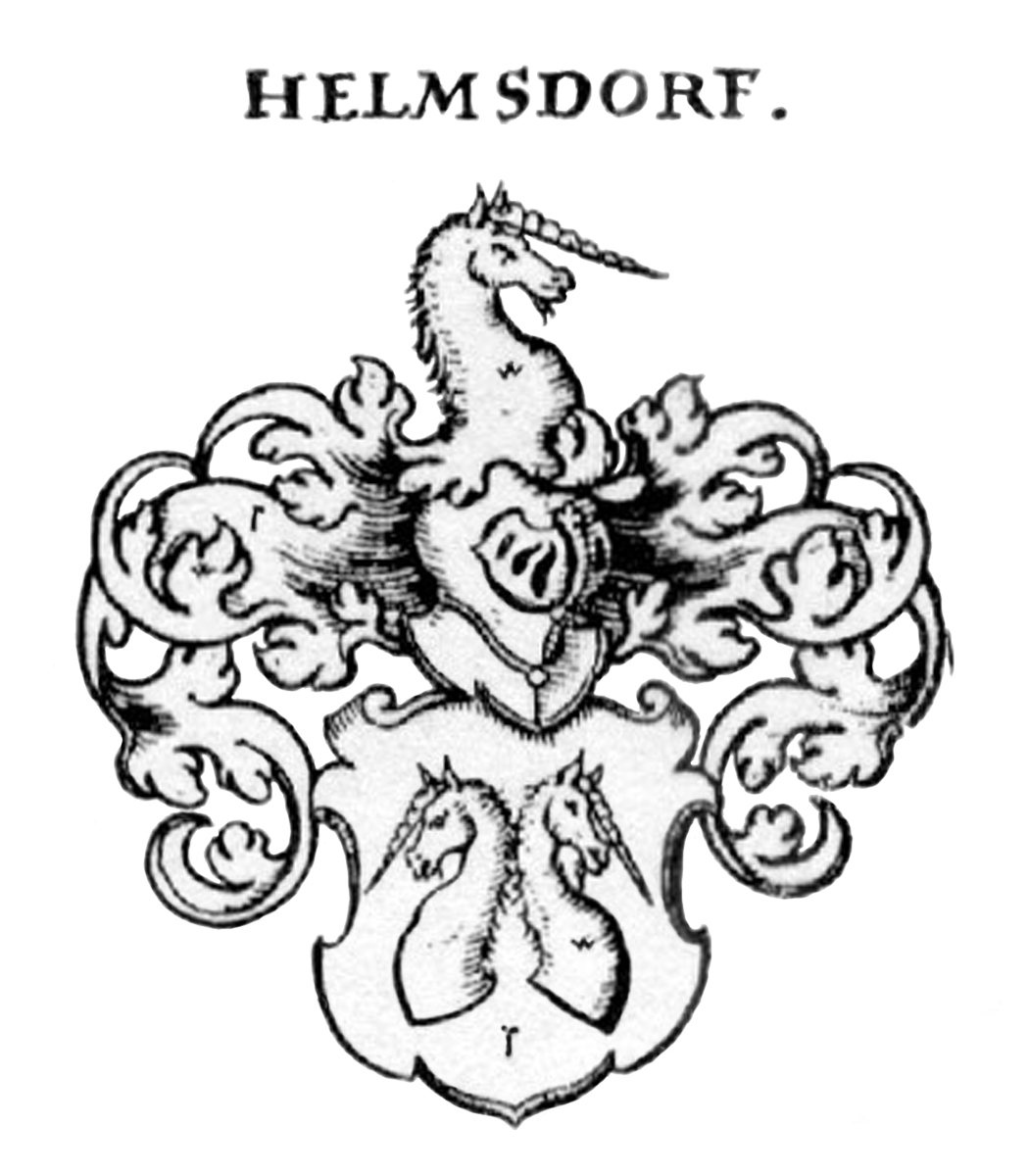
Wappen derer von Helmsdorf